# Zbigniew Skrudlik
Zbigniew Skrudlik (n. 12 mai 1934, Jasło, voievodatul Subcarpatia, Polonia) este un scrimer polonez, medaliat olimpic. A participat la 2 ediții ale Jocurilor Olimpice (1964, 1968) în care a câștigat o medalie de argint și o medalie de bronz.